# Чемпионат Азербайджана по борьбе 2021
Чемпионат Азербайджана по борьбе 2021 года проходил в Баку с 7 по 9 декабря. Соревнования среди мужчин проходили по вольной и греко-римской борьбе. Всего разыгрывалось 20 комплектов медалей.
Так как многие соревнования в стране были перенесены из-за пандемии коронавируса, то последний раз первенство страны проводилось два года назад, в декабре 2019 года, хотя к началу декабря 2020 года планировалось проведение следующего чемпионата.
Церемония открытия чемпионата состоялась 7 декабря. На ней приняли участие заместитель министра молодёжи и спорта Азербайджана Мариана Василева, начальника управления спортом в Министерстве молодёжи и спорта Фарид Мансуров и заместитель президента Федерации борьбы Азербайджана Намиг Алиев

## Медалисты

### Вольная борьба
| Категория | Золото                                | Серебро                          | Бронза                                                                  |
| --------- | ------------------------------------- | -------------------------------- | ----------------------------------------------------------------------- |
| до 57 кг  | Афган Хашалов «Зенит»                 | Алиаббас Рзазаде «Зенит»         | Мухаммед Абдуллаев Гахский район Тофиг Алиев «Зенит»                    |
| до 61 кг  | Ислам Базарганов «Атаспорт»           | Турал Гусейнов Апшеронский район | Интигам Велизаде «Нефтчи» Мурад Хагвердиев Гянджа                       |
| до 65 кг  | Зираддин Байрамов Шамкирский район    | Ахмеднаби Гварзатилов «Атаспорт» | Сеймур Джебраилов Апшеронский район Кянан Хейбатов Апшеронский район    |
| до 70 кг  | Давуд Ибрагимов «Атаспорт»            | Аскер Мамедалиев ЦСКА            | Али Рагимзаде МВД Мурад Евлоев «Атаспорт»                               |
| до 74 кг  | Туран Байрамов Гянджа                 | Джабраил Гаджиев «Атаспорт»      | Джошгун Азимов ЦСКА Намус Оруджов Шемахинский район                     |
| до 79 кг  | Гаджимурад Омаров «Атаспорт»          | Ашраф Аширов ЦСКА                | Сослан Тигиев «Атаспорт» Сабухи Амирасланов Газахский район             |
| до 86 кг  | Орхан Аббасов «Нефтчи»                | Магомед Абдулхаликов «Атаспорт»  | Камран Тагиев МВД Гаджимурад Магомедсаидов «Атаспорт»                   |
| до 92 кг  | Абдулджалил Шабанов Апшеронский район | Фуад Маилов ЦСКА                 | Джавад Галандаров Бейлаганский район Фазиль Гасанов Гянджа              |
| до 97 кг  | Магомедхан Магомедов «Атаспорт»       | Шамиль Зубаиров «Атаспорт»       | Зафар Алиев «Зенит», Масаллинский район Ислам Ильясов Апшеронский район |
| до 125 кг | Георгий Мешвилдишвили «Атаспорт»      | Рахид Гамидли Масаллинский район | Джавид Садыгов ДЮСШ-9 Айдын Ахмедов Апшеронский район                   |

### Греко-римская борьба
| Категория | Золото                                              | Серебро                                            | Бронза                                                               |
| --------- | --------------------------------------------------- | -------------------------------------------------- | -------------------------------------------------------------------- |
| до 55 кг  | Ибрагим Нуруллаев «Гёмрюкчю», Джалильабадский район | Фарид Садыхлы ДЮСШ-5                               | Заур Алиев ЦСКА Зияд Зейналов «Нефтчи»                               |
| до 60 кг  | Эльмир Алиев «Нефтчи», «Пахлеван»                   | Фарди Гумбатов МВД                                 | Зия Бабашов ЦСКА Нихад Гулузаде «Нефтчи»                             |
| до 63 кг  | Мурад Мамедов «Нефтчи», Сумгаит                     | Таваккюль Газиев МВД, Сумгаит                      | Орхан Эйвазов ЦСКА Гасан Мамедли МВД                                 |
| до 67 кг  | Намаз Рустамов «Джанги»                             | Талех Мамедов «Нефтчи»                             | Фарид Халилов МВД, Сумгаит Ряван Нуриев «Тахсил», Губадлинский район |
| до 72 кг  | Ульви Ганизаде «Нефтчи»                             | Руслан Нуруллаев «Гёмрюкчю», Джалильабадский район | Камран Мамедов МВД Адам Гаджизаде «Атаспорт»                         |
| до 77 кг  | Санан Сулейманов «Нефтчи»                           | Хасай Гасанлы «Нефтчи»                             | Ширхан Гулиев «Нефтчи» Азад Алиев ЦСКА                               |
| до 82 кг  | Тунджай Везирзаде «Спартак»                         | Насир Гасанов ЦСКА                                 | Гусейн Аббасов «Зенит», Сумгаит Турал Дашдемиров «Нефтчи»            |
| до 87 кг  | Ислам Аббасов МВД, Губадлинский район               | Лачын Велиев Гёйчайский район                      | Мухаммед Ахмадиев Балакенский район Мурад Ахмадиев Балакенский район |
| до 97 кг  | Орхан Нуриев «Нефтчи»                               | Ариф Нифтуллаев «Нефтчи»                           | Замир Мамедов «Атаспорт» Солтан Исмаилов ЦСКА                        |
| до 130 кг | Сархан Мамедов «Нефтчи»                             | Тарыш Абилов «Мэхсул»                              | Агиль Гадирли «Гянджлик» Нофел Гейдаров «Гянджлик»                   |